# Sullivan & Cromwell
Sullivan & Cromwell je americká nadnárodní právnická společnost, která sídlí v New Yorku. V roce 1879 ji založili Algernon Sydney Sullivan a William Nelson Cromwell. Jde o jednu z prvních amerických lobbistických firem, jejichž činností je hájit zájmy podnikatelů na politické úrovni. Firma současně uspěla s modelem reorganizací malých podniků do holdingů, čímž posílily svůj vliv. Takto pomáhala vzniknout koncernům Edison General Electric a U.S. Steel.
Během 30. let 20. století se firma stala jednou z největších světových právnických firem a přispěla k rozvoji derivátů pro akcionáře, antimonopolních opatření, federálního práva v oblasti daně z příjmu a registrace cenných papírů. Sullivan & Cromwell se zabývala významnými transakcemi, včetně emise akcií společnosti Ford Motor Company v hodnotě 643 milionů dolarů v roce 1956, a přizpůsobila se vyvíjejícím se obchodním trendům založením specializovaných bankovních a fúzních a akvizičních jednotek.
V mezinárodních vztazích má firma dlouhou historii vměšování, od financování americké infrastruktury až po prosazení výstavby průplavu v Panamě. Byla mezi prvními americkými firmami, které otevřely zahraniční pobočky, ačkoli její historie zahrnuje kontroverzní činy, jako je napomáhání znovuvyzbrojení nacistického Německa a zapojení do guatemalského státního převratu v roce 1954.
Právníci kanceláře Sullivan & Cromwell se zapojili do různých kontroverzí, včetně skandálů s insider tradingem, spolupráce s tabákovými společnostmi a kritiky za její roli v krachu kryptoměnové burzy FTX. V roce 2024 firma oznámila, že si najala společnost provádějící prověrky, aby vyšetřila studenty zapojené do propalestinských skupin. Toto šetření se rozšířilo i na politické kandidáty, kteří se účastnili protestů, i když sami nepoužívali problematický jazyk. V roce 2025 zastupovala prezidenta Donalda Trumpa a podílela se na snahách druhé Trumpovy administrativy potrestat jeho politické oponenty.

## Historie

### Počátky (1879–1920)
Sullivan & Cromwell založili v roce 1879 Algernon Sydney Sullivan a William Nelson Cromwell. Od začátku se profilovala jako jedna z prvních lobbistických společností. Jedním z prvních velkých klientů byl John Pierpont Morgan, kterého zastupovali při zakládání Edison General Electric (1882). Současně stáli za zformováním korporace U.S. Steel (1901). William Nelson Cromwell je v USA považován za autora konceptu holdingu. Přičemž smyslem holdingu bylo legálně obcházet tehdejší antimonopolní zákony. Před přijetím zákonů o úpadku, se také zabývali záchrannou firem v insolvenci.
Mezinárodní vměšování firmy sahá už do jejích raných let a rozvoje americké průmyslové a přepraní infrastruktury. Sullivan & Cromwell zastupovala evropské bankéře, kteří financovali výstavbu železnic a dalších prvků národní infrastruktury. Na přelomu 20. století firma zastupovala zájmy francouzských firem, které vlastnily pozemky v tehdy kolumbijské Panamě, a podílela se na prosazení výstavby Panamského průplavu; firma dodnes zastupuje Správu Panamského průplavu.
V roce 1911 otevřela svou první zahraniční pobočku v Paříži. Do roku 1928 byly otevřeny pobočky v Buenos Aires a Berlíně.

### Pod vedením bratrů Dullesů (1921–1954)
Roku 1911 Cromwell do firmy přijal Johna Fostera Dullese (budoucího ministra zahraničních věcí USA). Ačkoliv byl Dulles nejdříve odmítnut, po intervenci jeho dědy Johna W. Fostera, který byl v letech 1892 až 1893 ministr zahraničních věcí USA, Cromwell Dullese zaměstnal. John Foster Dulles se rychle vypracoval a krátce nato se stal řídicím společníkem. V roce 1926 zaměstnal svého bratra Allena Dullese (budoucího ředitele CIA). Allen Dulles se stal společníkem v roce 1930.
Do poloviny třicátých let firma zastupovala německý holding IG Farben, kterému prolobbovala podíl na mezinárodním niklovém a chemickém kartelu. Současně uvedla na kapitálový trh americké dluhopisy německé ocelářské a zbrojní firmy Krupp AG. Tím vším napomohla vyzbrojení nacistického Německa. John Foster Dulles kritiku odmítal a dlouhodobě obhajoval kroky nacistické vlády s ohledem na ochranu zahraničních investic v Německu a boj proti komunistům. V roce 1935 však jeho bratr Allen na valné hromadě společníků Sullivan & Cromwell navrhl uzavření berlínské pobočky a ukončení činnosti firmy v Německu. To bylo odsouhlaseno. John Foster Dulles, který se osobně přátelil s německým bankéřem a ministrem hospodářství Hjalmarem Schachtem, přesto Německo navštěvoval ještě v letech 1936, 1937 a 1939.
John Foster Dulles byl podporovatelem neutrality USA v druhé světové válce. Sullivan & Cromwell v roce 1940 vypracovali zakládací listinu izolacionistické organizace America First Committee (AFC), a to bez nároku na honorář. Ve svých projevech na setkáních AFC Dulles kritizoval prezidenta F. D. Roosevelta a britského premiéra Winstona Churchilla coby „válečné štváče“, zatímco Adolfa Hitlera obdivoval jako „selfmade státníka“.
V lednu 1953 se John Foster Dulles stal ministrem zahraničních věcí USA v republikánské administrativě Dwighta D. Eisenhowera. O necelý měsíc později byl jeho bratr Allen Dulles jmenován ředitelem CIA, ve které působil již od roku 1951. Po nástupu do funkcí se vzdali své pozice společníků v Sullivan & Cromwell. Jedním z hlavních partnerů firmy byl také Arthur Dean, který v roce 1953 v Pchanmundžomu pomáhal vyjednat dohodu o neútočení na Korejském poloostrově, která ukončila korejskou válku.
V padesátých letech firma zastupovala holding United Fruit Company působící v Guatemale. Pro firmu využila své navázání na administrativu Eisenhowera a bratry Dullesovi a v roce 1954 prosadila Spojenými státy americkými připravený státní převrat, kterým svrhli zvoleného prezidenta Jacoba Árbenze Guzmána.

### Činnost po roce 2000
V roce 2008 policie odhalila spiknutí za účelem obchodování s využitím důvěrných informací (insider trading), do kterého byl zapojen bývalý právník ze společnosti Sullivan & Cromwell. Partner společnosti Dorsey & Whitney, Gil Cornblum, objevil interní informace v obou firmách a společně se svým spolupachatelem, bývalým právníkem a spolužákem z právnické fakulty, získali během 14 let nelegální zisk přes 10 milionů dolarů. Cornblum spáchal sebevraždu skokem z mostu, když byl vyšetřován a krátce předtím, než měl být zatčen, a den předtím, než se jeho údajný spolupachatel přiznal.
Společnost Sullivan & Cromwell byla kritizována za svou spolupráci s FTX, podvodnou kryptoměnovou burzou. Sullivan & Cromwell pro FTX odvedla významnou předbankrotní práci. V lednu 2023 zveřejnila skupina čtyř amerických senátorů dopis, v němž argumentovala, že Sullivan & Cromwell má střet zájmů jako bankrotní poradce FTX kvůli její významné předbankrotní práci.
V lednu 2025 společnost Sullivan & Cromwell oznámila, že bude zastupovat Donalda Trumpa v odvolání proti jeho odsouzení ve 34 bodech obžaloby za zaplacení mlčenlivosti pornohvězdě Stormy Daniels před volbami v roce 2016. Tím se firma stala první velkou advokátní kanceláří, která riskovala svou pověst tím, že bránila Trumpa před trestním stíháním, přičemž New York Times napsaly, že „někteří klienti by se mohli dívat s nedůvěrou na jakékoli spojení s polarizujícím prezidentem“.